# Тридентська меса

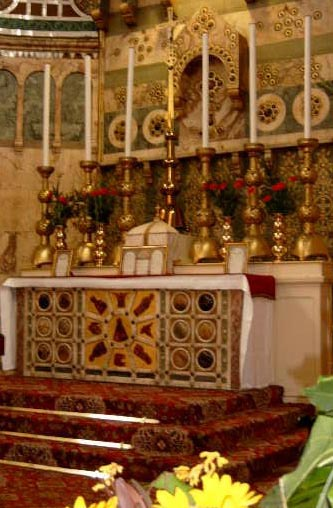
Римо-католицький вівтар періоду до 1969 року

Тридентська меса — одна з поширених назв для позначення літургії римського обряду — меси, що переважала до видання міссалу 1969 року. Також вживаються назви Тридентський чин (англ. Tridentine Rite), Тридентська латинська меса (англ. Tridentine Latin Mass), класична латинська меса (англ. classical Latin Mass), Традиційна латинська меса (англ. Traditional Latin Mass), Стара латинська меса (англ. Old Latin Mass). У сучасній католицької термінології Тридентська меса іменується також «екстраординарним обрядом». Цей термін з'явився вперше в motu proprio папи Бенедикта XVI Summorum Pontificum, виданим 7 липня 2007 року, згідно з яким Тридентський обряд (в редакції 1962 року) є «екстраординарним» способом здійснення літургії в римському обряді (у той час як «ординарним» залишається Novus Ordo)

## Опис
Літургія римського обряду в своїх істотних частинах була вперше кодифікована в VI столітті римськими папами — святими Левом I Великим, Геласій I та Григорієм I Великим, а нинішній вигляд прийняла на виконання рішень Тридентського собору 1570 року при Папі св. Пії V, причому більшість католиків-традиціоналістів використовують редакцію міссал 1962 року, затверджену Папою Іоанном XXIII.

### Історія терміна
Тексти традиційного міссалу римського (латинського) обряду сягають глибокої давнини, однак багато разів змінювалися протягом століть і були впорядковані і запропоновані практично для всієї церкви латинського обряду в 1570 році. Аж до 1962 року виходили перевидання даного служебника, що містять нові свята на честь нових святих і деякі зміни в богослужбових рубриках. У зазначений період часу дана форма католицького богослужіння була поширена в католицькому світі. Цей чин був закріплений папою Пієм V на прохання Тридентського собору і оприлюднений 5 грудня 1570 року.
Тридентський собор ясно висловив католицький погляд на месу, підкресливши, крім іншого, жертовний характер Євхаристії богослужіння, заперечуваний протестантами. На виконання побажань собору папа римський Пій V оприлюднив в 1570 міссал, який використовували у римській курії і проголосив його уніфікованим стандартом для всієї церкви. Ордени та дієцезії, що могли підтвердити свою богослужбову традицію, як налічує більше двохсот років при бажанні мали право її зберегти. Найвідоміші з числа не римських Західних літургійних обрядів — амвросіанський та мосарабський.

### Відмінності між Тридентською і «новою» месами
Католики-традиціоналісти не використовують ні реформований римський обряд (Novus Ordo), введений Папою Павлом VI в 1969 р. на виконання рішень Другого Ватиканського собору, ні норми для Тридентського міссалу, введені в 1965 році. Старий і новий обряд різняться не тільки мовою вчинення і позицією священника щодо вівтаря, а й текстами молитов і цілим рядом церемоній. На Тридентській месі досить сильно відрізняються служба без співу і зі співом. Однак завжди т. зв. тиха меса є відображенням урочистої літургії. Всі тексти, які співає хор на співаній месі, вимовляються священником і на тихій месі. Частина церемоній (перенесення міссалу, приховування патени під корпоралом і пуріфікатором тощо) тихої меси є проєкцією церемоній урочистої меси і можуть бути зрозумілі тільки у зв'язку з нею. Тому меса в кафедральному соборі та в маленькій каплиці не відрізнялася до реформи за змістом текстів і церемоній (які при належній катехізації сприймалися як відблиск меси повним чином). Поширеною помилкою є думка, згідно з якою на Тридентській месі не звучать національні мови. Вони звучать у читаннях, проповіді і в співі народу, за т. зв. тихою месою. На урочистій месі використання національних мов обмежується проповіддю і читаннями. При служінні Тридентської меси священник стоїть перед вівтарем, спиною до народу, «versusu Deum» — у напрямку Бога, тобто на Схід, в тому ж напрямку, що і весь народ. Обличчям до народу він повертається тільки в деякі моменти служби, коли чин меси наказує це звернення, наприклад при словах «Господь з вами», «моліться, браття» и.т.п.
Як констатував папа Бенедикт XVI, Тридентський міссал ніколи не був забороненим, і отже не був скасований ані Другим Ватиканським собором, ані Павлом VI, при публікації нового служебника в 1969 році. Спеціальна комісія кардиналів в 1988 р., розглянувши питання про межі влади Римського первосвященника і наміри Павла VI, прийшла до висновку, що Тридентський міссал не міг бути скасований введенням нового служебника і що відповідно ніколи не міг бути забороненим. Рішення комісії тоді не було опубліковано, однак у своєму Motu proprio «Ecclesia Dei» папа Іван Павло II закликав єпископів до виконання директив, викладених в одному з перших «індультів» Quattuor abhinc annos.

## Літургія Тридентської меси
Сама меса ділиться на дві частини, Літургію вірних та Літургію оголошених. Вірні, або парафіяни, тверді у своїй вірі, були колись, на самому початку свого життя, «відокремлені» від частини служіння, не сповідуючи свою віру перед усіма іншими парафіянами. Визнання віри визнається неодмінною умовою для участі в спільному євхаристійному служінні.. Закони Дідахе як і раніше дотримуються. Визнання віри є одним з трьох неодмінних умов до участі в євхаристії (поряд з хрещенням, правильним сповіданням і праведним життям), які католицька церква завжди брала за обов'язкові до виконання, і які були згадані також вже в другому столітті по Р. Х. святим Юстином Мучеником (Перша Апологія 66:1–20):
|  | Не як звичайний хліб або звичайне пиття ми приймаємо ці, але як Ісус Христос наш Спаситель втілився за словом Бога і мав і Плоть і Кров для нашого спасіння, так і (як ми були навчені) їжа, перетворена в Євхаристію євхаристійною молитвою, залишеної Їм, і через перетворення якої і плоть і кров живляться, є плоть і Кров втіленого Ісуса |